# كبلر-23b
كيبلر 23 بي (بالإنجليزية: Kepler-23b)‏ الذي يرمز له بالرمز KOI-168.03، هو كوكب خارج المجموعة الشمسية، في كوكبة الدجاجة (كوكبة)، يتبع Kepler-23.

## الاكتشاف
اكتشف في 30 يناير 2012.